# 長谷川朝二
長谷川朝二（はせがわ ともじ）とは、放送作家・ディレクター。妹尾匡夫が代表を務める放送作家集団「有限会社オフィスまあ」所属。
藤井隆やダウンタウンなどが出演する吉本興業系のバラエティー番組を多数担当し、松本人志監督の映画『大日本人』には取材ディレクター役として準主役扱いで出演した。かつてはTBSラジオでディレクターをしていた。日本脚本家連盟会員。

## 担当番組

### 現在

#### テレビ
- 人志松本のすべらない話 - フジテレビ
  - 人志松本の○○な話
  - 兵動・小籔のおしゃべり一本勝負 - フジテレビTWO
- IPPONグランプリ - フジテレビ
- ダウンタウンDX - 読売テレビ※2005年10月から参加
- 土曜はダメよ! - 読売テレビ
- ザ・狩人 - 読売テレビ
- 史上空前!! 笑いの祭典 ザ・ドリームマッチ - TBSテレビ
- キングオブコント - TBSテレビ
- 今年も生だよ芸人集合 笑いっぱなし伝説 - テレビ東京
- ざっくりハイボール - テレビ東京
- 冒険チュートリアル - 関西テレビ
- 着信御礼!ケータイ大喜利 - NHK総合
- 松本人志のコントMHK - NHK
- 突撃!アッとホーム - NHK

#### ラジオ
- 松本人志の放送室 - TOKYO FM
- ゴチャ・まぜっ!火曜日 - MBSラジオ
- 笑福亭大仁鶴 - ラジオ大阪

### 過去
- 岸谷五朗の東京レディオクラブ - TBSラジオ（ディレクター）
- ダウンタウンのごっつええ感じ - フジテレビ
- 冒冒グラフ - フジテレビ
- oh!黄金サービス - フジテレビ
- 笑う犬シリーズ - フジテレビ
- ワンナイR&R - フジテレビ
- サタ☆スマ - フジテレビ
- 少年頭脳カトリ - フジテレビ
- 感じるジャッカル - フジテレビ
- 森田一義アワー 笑っていいとも! - フジテレビ ※2011年7月21日分で卒業
  - 笑っていいとも!増刊号 - フジテレビ
  - 笑っていいとも!特大号 - フジテレビ
- Matthew's Best Hit TV - テレビ朝日
- わらいのじかん - テレビ朝日
- ギョーテック - テレビ朝日
- やりにげコージー - テレビ東京
- やりすぎコージー - テレビ東京
- 本番で〜す! - テレビ東京
- 人気者で行こう! - 朝日放送
- 弾丸!ヒーローズ - 朝日放送
- ナンバ壱番館 - 朝日放送
- にこいち 〜スーパースター友情列伝〜 - 朝日放送
- こちらかきくけ公園前 - 朝日放送
- M-1グランプリ - 朝日放送 ※2003年第3回大会から参加
- 超!コメディ60 - 毎日放送
- ダウンタウン☆セブン - 毎日放送
- フットボール汗 - テレビ大阪
- 吉本芸人100人祭り!笑って忘れて スタジオにこれ以上入りませんSP - 関西テレビ
- チュートリアルのチューして! - 関西テレビ
- MusiG - 読売テレビ
- 音リコ! - 読売テレビ
- MMM - 読売テレビ
- WWW - 読売テレビ
- 浜田警察24時 - 読売テレビ
- 松本見聞録 - TBSテレビ
- リンカーン - TBSテレビ※2006年10月から参加

## 書籍
- キムラの目（木村祐一・著、シンコー・ミュージック）※制作協力、オビ文